# Robinsonella discolor
Robinsonella discolor är en malvaväxtart som beskrevs av Joseph Nelson Rose och Baker f.. Robinsonella discolor ingår i släktet Robinsonella och familjen malvaväxter. Inga underarter finns listade i Catalogue of Life.